# Ab Tresling
Albert "Ab" Willem Tresling (Haag, Nizozemska, 9. svibnja 1909. — Breda, Nizozemska, 29. listopada 1980.) je bivši nizozemski hokejaš na travi. 
Osvojio je srebrno odličje na hokejaškom turniru na Olimpijskim igrama 1928. u Amsterdamu igrajući za Nizozemsku. Na turniru je odigrao sva četiri susreta na mjestu braniča i postigao je jedan pogodak.

## Vanjske poveznice
- Profil na Database Olympics